# Terra de Uz
A terra de Uz (em hebraico: ארץ עוץ) é um local mencionado no Antigo Testamento, mais notavelmente no livro de Jó, que inicia-se com a seguinte frase: "Havia um homem na terra de Uz, cujo nome era Jó".

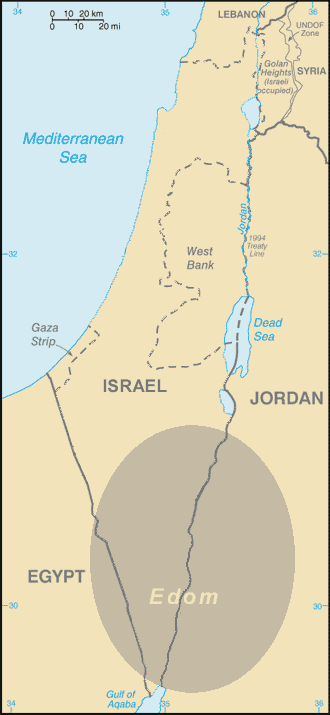
O antigo reino de Edom, representado em amarelo no mapa, às vezes identificado como Uz

## Nome
O nome pode se referir a um dos três homens chamados Uz que são mencionados na Bíblia. É bem provável que Uz, filho de Naor. No entanto Uz, filho de Disã,neto de Seir, é mais favorável a ser o Uz pela qual a terra tomou o nome, isso por que ele habitava a terra de Seir, conquistada pelos edomitas; visto que as evidências textuais do Livro de Jó indicam que que a Terra de Uz era próxima de Edom.
A palavra também pode estar relacionada com a origem etimológica da palavra oz, que significa "leste". No Livro de Jó (1:3), Jó é descrito como "o maior do que todos os do Oriente."

## Localização
Uz é por vezes identificada com o reino de Edom, aproximadamente na área da moderna Jordânia sudoeste e sul de Israel. Pelo visto Uz ficava perto de Edom, a leste de Petra, o que permitiria uma ampliação posterior do domínio edomita até Uz ou que alguns edomitas posteriores residissem na “ Terra de Uz ”, conforme indicado em Lamentações 4:21 que diz: "Regozija-te e alegra-te, ó filha de Edom, que habitas na terra de Uz"
Outras localizações propostas para Uz incluem a Arábia mais ao sul, especialmente Dofar, citada como sendo a casa dos árabes originais, a leste de Basã no sul da Síria / norte da Jordânia, Arábia a leste de Petra, na Jordânia e até mesmo o Uzbequistão nos dias de hoje. Mas as duas possibilidades mais aceitas pelos estudiosos a respeito da localização de Uz são:
- Uz estaria localizada em uma área entre Damasco e o Rio Eufrates, na orla do Deserto da Arábia.

- Uz estaria localizada na fronteira de Edom, no Deserto da Arábia.

Esta última possibilidade situa Uz mais perto das localizações comumente aceitas para os lugares de origem dos três amigos de Jó, que vieram visitá-lo.
Segundo o documento do Mar Morto, o Manuscrito de Guerra, a terra de Uz é mencionada como existente em algum lugar além do Eufrates, possivelmente, em relação à Síria. Na Coluna 11 versículo 2, observa-se, "eles devem lutar contra o resto dos filhos de Aramea: Uz, Hul, Togar, Messa, que estão além do Eufrates".

## Utilização moderna
A autora e tradutora israelita Yemima Avidar-Tchernovitz, o primeiro a traduzir "O Mágico de Oz" de Frank Baum para o hebraico, usou "Terra de Uz" como a tradução em hebraico "Terra de Oz" de Baum.